# Mecodina zopheropa
Mecodina zopheropa là một loài bướm đêm trong họ Erebidae.